# 10255 Taunus
10255 Taunus eller 3398 T-3 är en asteroid i huvudbältet som upptäcktes den 16 oktober 1977 av den nederländsk-amerikanske astronomen Tom Gehrels och det nederländska astronomparet Ingrid van Houten-Groeneveld och Cornelis Johannes van Houten vid Palomarobservatoriet. Den är uppkallad efter bergskedjan Taunus.
Asteroiden har en diameter på ungefär 3 kilometer.